# Йоахим Ернст (Шлезвиг-Холщайн-Зондербург-Пльон)
Йоахим Ернст фон Шлезвиг-Холщайн-Зондербург-Пльон (на немски: Joachim Ernst von Schleswig-Holstein-Sonderburg-Plön; Joachim Ernst von Schleswig-Holstein-Plön; * 29 август 1595, Зондерборг; † 5 октомври 1671, Пльон) от Олденбургската странична линия Шлезвиг-Холщайн-Зондербург, е от 1622 до 1671 г. първият херцог на Шлезвиг-Холщайн-Зондербург-Пльон.

## Живот
Син е на херцог Йохан фон Шлезвиг-Холщайн-Зондербург (1545 – 1622) и втората му съпруга принцеса Агнес Хедвига фон Анхалт (1573 – 1616), вдовица на курфюрст Август Саксонски (1526 – 1586), дъщеря на княз Йоахим Ернст от Анхалт и втората му съпруга Елеонора фон Вюртемберг.
След смъртта на баща му братята поделят собствеността. По случай женитбата му с принцеса Доротея Августа, дъщеря на Йохан Адолф фон Шлезвиг-Холщайн-Готорп, Йоахим Ернст нарежда през 1632 г. събарянето на стария замък в Пльон и от 1633 до 1636 г. построява дворец като резиденция.
Той е приет в литературното общество Fruchtbringende Gesellschaft.

## Деца
Йоахим Ернст и Доротея Августа (* 12 май 1602; † 13 март 1682) имат шест деца:
- Йохан Адолф (* 1634; † 1704), херцог на Шлезвиг-Холщайн-Пльон, женен за Доротея София фон Брауншвайг-Волфенбютел
- Август (* 1635; † 1699), херцог на Шлезвиг-Холщайн-Норбург-Пльон, женен за Елизабет Шарлота фон Анхалт-Харцгероде
- Ернестина (* 10 октомври 1636; † 18 март 1696)
- Йоахим Ернст II (* 5 октомври 1637; † 5 октомври 1700), херцог на Шлезвиг-Холщайн-Зондербург-Пльон-Ретвиш, ∞ Изабела от Мероде-Вестерлоо (* 1649; † 5 януари 1701)
- Бернард (* 31 януари 1639; † 13 януари 1676), датски генерал
- Агнес Хедвиг (* 29 септември 1640; † 20 ноември 1698), омъжена за Христиан фон Шлезвиг-Холщайн-Зондербург-Глюксбург
- Карл Хайнрих (* 20 март 1642; † 20 януари 1655 във Виена)
- София Елеонора (* 30 юли 1644; † 22 януари 1729), омъжена за Волфганг Юлиус фон Хоенлое-Нойенщайн